# إلينوفو (بلاغويفغراد)
إلينوفو (Еленово) هي مدينة في مقاطعة بلاغويفغراد في بلغاريا.
يبلغ عدد سكانها حوالي 150 نسمة.